# Myconet
Myconet – recenzowane czasopismo mykologiczne przeznaczone do publikacji wybranych plików z zakresu systematyki grzybów w internecie. Czasopismo wychodziło od 1997 do 2007 roku, wydawane było przez Umeå University, później przez The Field Museum. Język publikacji: angielski.
ISSN: 1403-1418